# Bertha von Dillner

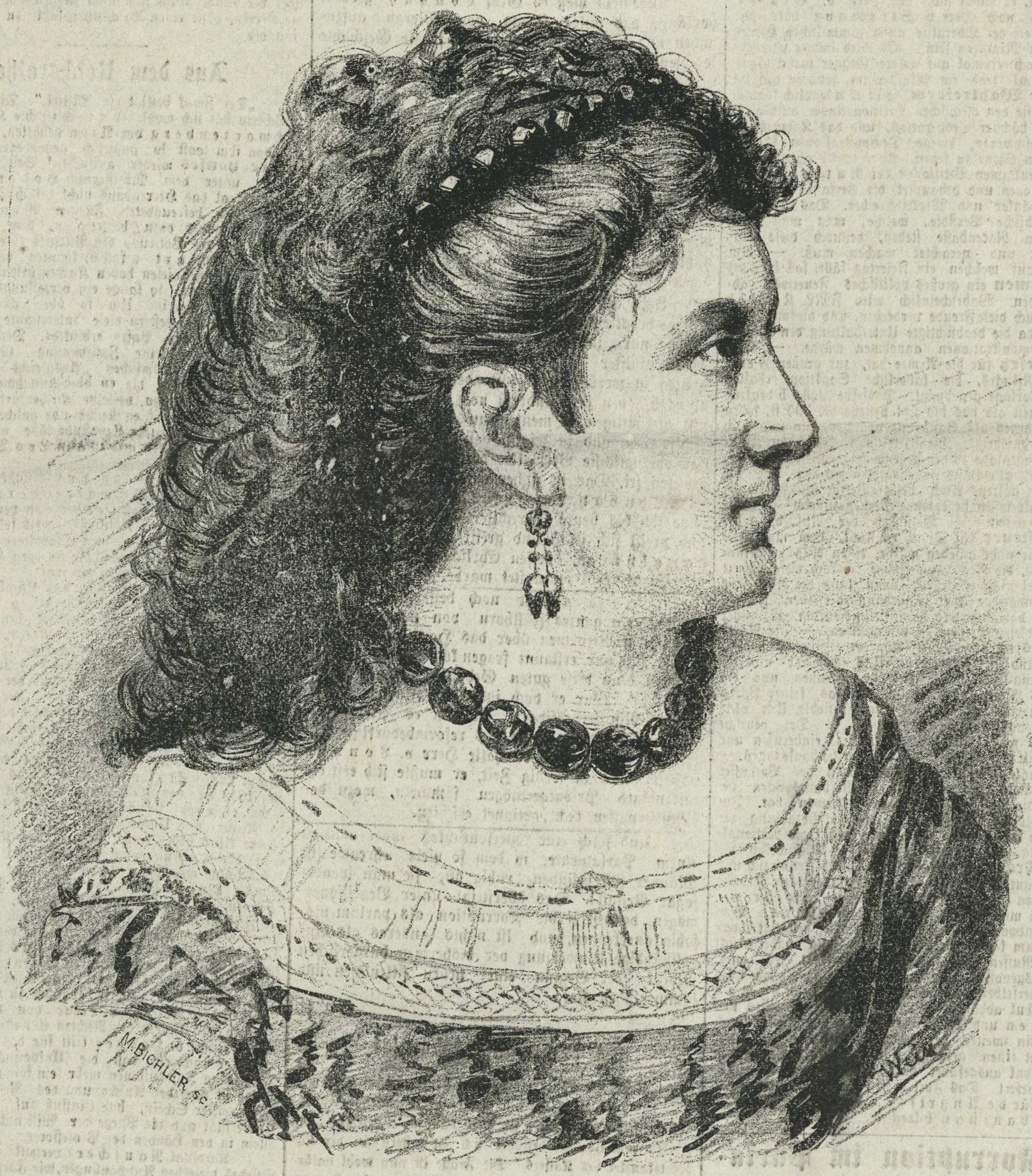
Bertha von Dillner 1873

Bertha Dillner von Dillnersdorf, verheiratete Bertha Schütz-Dillner, auch nur Bertha Schütz, (10. November 1847 in Wien-Margareten – 27. Juni 1916 ebenda) war eine österreichische Opernsängerin.

## Leben
Dillner, die Tochter des österreichischen Oberkommissärs Otto Dillner von Dillnersdorf, sang schon mit 13 Jahren in Konzerten und wurde hierauf in Matteo Salvis Opernschule, die dieser 1863 in Wien gegründet hatte, zur weiteren Ausbildung geschickt und danach als Elevin an die k.k. Hofoper engagiert. Dort blieb sie vom 1. Juli 1865 bis zum 31. Mai 1866 (wo sie auch in der italienischen Saison sang) und ging dann für drei Jahre ans Stadttheater Köln, wo sie ihre ersten Erfolge feiern konnte.
Im Mai 1869 wurde sie ans Landestheater von Prag zu zwei Gastspielen engagiert, wo sie dann als „Ännchen“ im Freischütz und als „Martha“ debütierte. Nach diesen beiden Auftritten wurde sie fest als „Urbain“ in den Verband des Theaters aufgenommen.
Dort verblieb sie, auch in der Operette spielend, bis zum 30. Dezember 1872. Von dort kehrte sie nach Wien an die Hofoper zurück und war dort vom 31. Januar 1873 bis zum 1. Januar 1885 tätig. Die Künstlerin zog sich infolge eines hochgradigen Nervenleidens ins Privatleben zurück, nicht ohne vorher zum Ehrenmitglied der Hofoper ernannt worden zu sein.
1875 heiratete sie den Publizisten und Bühnenschriftsteller Friedrich Schütz. Die Sängerin verstarb am 27. Juni 1916 und ruht nun gemeinsam mit ihrer Tochter, der Journalistin Bertha Pauli, und ihrer Enkelin, der Schriftstellerin Hertha Pauli, in einem ehrenhalber gewidmeten Grab auf dem Döblinger Friedhof.